# Maried Bracho
Maried Bracho Colina – wenezuelska zapaśniczka. Druga na igrzyskach Ameryki Płd. w 2010. Ósma na mistrzostwach panamerykańskich w 2009 roku.